# Daniel Waenga
Pas d'image ? Cliquez ici

a Compétitions nationales et continentales officielles uniquement.

b Matchs officiels uniquement.
Daniel Waenga à Napier (Nouvelle-Zélande), né le 6 novembre 1985, est un joueur néo-zélandais de rugby à XV évoluant aux postes de centre ou de demi d'ouverture. Après sa carrière de joueur, il devient arbitre de rugby à XV.

## Biographie
Daniel Waenga naît le 6 novembre 1985 à Napier en Nouvelle-Zélande.
Après avoir fait ses débuts en Super 14 avec les Chiefs, il est recruté par le Biarritz olympique en Top 14 en 2013.
Il est contraint de mettre un terme à sa carrière professionnelle avant d'entamer la saison 2015-2016 en raison de nombreuses commotions cérébrales.
Par la suite, il se reconvertit en tant qu'arbitre de rugby à XV et arbitre tout d'abord en National Provincial Championship avant d'officier son premier match de Super Rugby durant la saison 2022.